# Bathypurpurata profunda
Bathypurpurata profunda ist ein kleiner Kopffüßer aus der Gattung Bathypurpurata, in der er die einzige Art darstellt. Er lebt im Südlichen Ozean. Die Gattung und Art wurde erstmals 2005 wissenschaftlich beschrieben. Die Beschreibung basiert auf einem einzelnen geschlechtsreifen Weibchen.

## Merkmale

### Anatomie
Der Mantel ist kugelförmig und hat eine Länge von 23 Millimeter. Die Gesamtlänge von Bathypurpurata profunda beträgt 80 Millimeter.
Die Tentakeln erreichen die 2,5fache Länge des Mantels. Die seitlichen Arme sind etwas länger als die übrigen. Die Fähigkeit bei Gefahr einzelne Arme an einer bestimmten Stelle abwerfen zu können (Autotomie), ist nicht vorhanden. Jeder Arm hat eine Reihe gleich großer Saugnäpfe. Am längsten Armpaar befinden sich 43 Saugnäpfe. Vergrößerte Näpfe sind nicht vorhanden. Die Schwimmhaut ist mit lediglich 20 % der Armlänge für eine Tiefseeart relativ gering ausgebildet.
Die Kiemen besitzen 4–5 Lamellen pro Demibranch. Das Trichterorgan hat ein W-förmiges Aussehen. Bathypurpurata profunda besitzt keinen Tintenbeutel. Die hintere Speicheldrüse ist mit ungefähr 45 % der Mantellänge sehr groß.

### Aussehen
Die Hautoberfläche hat normalerweise einen lila Farbton. Wie alle Echten Kraken kann Bathypurpurata profunda jedoch seine Hautfarbe jedem Untergrund seiner Umgebung anpassen. Diese Tarnung beruht auf einer Kombination aus verschiedenen Chromatophoren und einer Veränderung der Hauttextur.
Die Haut ist rissig. Auf der dorsalen Mantelseite befinden sich kleine warzenförmige Gebilde, genannt Papillen. Ein Hautkamm ist nicht vorhanden.

## Lebensraum
Bisher wurde nur ein Exemplar von Bathypurpurata profunda vor den Südlichen Shetlandinseln im Südlichen Ozean gefunden. Es wurde in einer Tiefe zwischen 509 und 565 Metern gefangen.

## Fortpflanzung
Die Eier sind mit 4 Millimeter Durchmesser verhältnismäßig groß und erreichen 18 % der Mantellänge. Das Weibchen produziert eine sehr geringe Anzahl an Eiern. Lediglich 8–10 Stück.

## Forschung
Der lila Farbton der Haut ist bei der Berührung mit Konservierungsmitteln verblichen.